# Heßbach (Ellbach)
Der Heßbach ist ein rechter Nebenfluss des Ellbachs. Er entspringt in und verläuft durch Saarwellingen.

## Geographie

### Verlauf
Die Quelle des Heßbachs befindet sich am Flurstück Ober den jungen Eichen. Von dort aus fließt er zunächst hauptsächlich in südlicher Richtung, bis der Bruchbach in ihn mündet und von dort an in südwestlicher Richtung weiter. Nach einer Kurve setzt er seinen Weg zunächst in nordwestlicher Richtung weiter bis zur nächsten größeren Kurve, von wo der Bach dann wieder südwestlicher Richtung weiter fließt bis nach Saarwellingen. Dort fließt er weitestgehend unterirdisch weiter, bis er in den Elbach mündet.
Über seinen Verlauf wird der Heßbach größtenteils von dem Wanderweg Mühlenbach Schluchtentour begleitet, welcher bis in sein Quellgebiet führt.

### Zuflüsse
Reihenfolge von der Quelle zur Mündung. Größe der Einzugsgebiete nach dem Geoportal Saarland, Längenangaben nach Eigenmessung auf dem Geoportal
- Jakobsbach (rechts), 0,8 km
- Bruchbach (links), 0,9 km, 0,39 km²
- Wildbach (rechts), 1,4 km, 0,97 km²

## Geologie
Der Heßbach ist in Sedimente aus dem Mittleren Buntsandstein eingeschnitten. Seit Beginn des Holozäns lagern sich außerdem Auesedimente dort an.

## Natur und Umwelt

### Renaturierung
Im Zuge des Bebauungsplans Breitwies wurden auch Renaturierungsmaßnahmen des Heßbachs geplant. Dabei wurde der Bach, welcher weitgehend verrohrt war, freigelegt. Außerdem wurden vorhandene Sohlschalen entfernt. Ziel dieser Renaturierungsmaßnahmen war vor allem eine Verbesserung der CO2-Bilanz und der Temperaturregulierung der Region, wie die Schaffung von unversiegelten Retentionsräumen.